# 堀江優
堀江 優（ほりえ まさる、1933年 - 2013年1月）は、兵庫県神戸市出身の日本の水彩画家。

## 来歴
牧師の長男として生まれる。美術への関心は少年時代よりあったが、1956年神戸大学教育学部卒業後は小学校教員となった。趣味として絵画を続けていたところ、描ける時に描くべきだという助言を得たことで、幼少期からなじみのある聖書を画題として本格的に取り組む。児童が描く水彩画を教員として見ていたことから水彩画を選び、デッサンや下絵なしに描いては水で洗って重ねて描くという手法により重厚さを表現した。
1979年の作品《ペテロ》は安井賞を水彩画家として初めて受賞した。
最晩年には自作の展覧会開催の準備をしていたが、展示を見ることなく2013年1月に死去。予定されていた展覧会は「遺作展」として、神戸市立小磯記念美術館で開催された。

## 参考
- 堀江優  著　輝く人間の歌　明治図書出版　1973年
- 堀江優  著　美術＝描画の授業－共同制作 授業叢書  ７ 図書　一茎書房 1977年7月
- 堀江優と柳田昭の世界 現代の水絵・二人展 カタログ　堀江優〔画〕，柳田昭〔画〕; 深谷治之編　茨城県つくば美術館 1998年
- 水彩画家 堀江優 遺作展 「人間の弱さ」を持つ聖書の人を描き続けて: 特別展　堀江優 [画],　神戸市立小磯記念美術館  編　神戸市立小磯記念美術館 2013年
- 神戸っ子’80　子供らと創る世界を支えに　堀江優　『神戸っ子』No.229(1980年5月)
- 神戸・画人14　堀江優　『神戸っ子』No.238(1981年2月)